# Czesław Kozierowski
Czesław Kozierowski (ur. 20 kwietnia 1890 w Wilnie, zm. wiosną 1940 w Charkowie) – pułkownik kawalerii Wojska Polskiego, działacz niepodległościowy, kawaler Orderu Virtuti Militari, ofiara zbrodni katyńskiej.

## Życiorys
Syn Konstantego i Aleksandry z Gołkowskich urodzony 20 kwietnia 1890 w Wilnie, ówczesnej stolicy guberni wileńskiej. Ukończył Korpus Kadetów w Połocku w 1907 oraz Szkołę Podchorążych Kawalerii w Jelizawetgradzie w 1910 roku. W latach 1914–1917 służył w armii rosyjskiej w stopniu podrotmistrza. Od 1917 żołnierz I Korpusu Polskiego w Rosji i członek Polskiej Organizacji Wojskowej (od 1919).
W 1919 został przyjęty do Wojska Polskiego. Uczestnik wojny 1919–1921 w szeregach 3 pułku ułanów. Od sierpnia do października 1920 pełnił obowiązki dowódcy tego oddziału. 15 lipca 1920 został zatwierdzony z dniem 1 kwietnia 1920 w stopniu majora, w kawalerii, w grupie oficerów „byłych Korpusów Wschodnich i byłej armii rosyjskiej”.
W latach 1921–1932 dowodził 4 pułkiem ułanów Zaniemeńskich w Wilnie. 3 maja 1922 został zweryfikowany w stopniu podpułkownika ze starszeństwem z dniem 1 czerwca 1919 i 74. lokatą w korpusie oficerów jazdy. 16 marca 1927 został awansowany na pułkownika ze starszeństwem z dniem 1 stycznia 1927 i 6. lokatą w korpusie oficerów kawalerii. 23 marca 1932 został mianowany członkiem Oficerskiego Trybunału Orzekającego. W 1939 był przewodniczącym Oficerskiego Trybunału Orzekającego. Po przejściu w stan spoczynku przynależny do OK IX. Został prezesem PCK w Wilnie.
28 czerwca 1925 w Wilnie ożenił się z Marią Klezowicz, córką Tomasza i Barbary z Borowskich. Świadkami na ślubie byli kapitan samochodowy Aleksander Kozierowski i major kawalerii Antoni Szalkiewicz. Miał syna Konstantego (ur. 24 czerwca 1924).
W czasie kampanii wrześniowej 1939 po agresji ZSRR na Polskę dostał się do niewoli sowieckiej. Przebywał w obozie w Starobielsku. Wiosną 1940 został zamordowany przez funkcjonariuszy NKWD w Charkowie i pogrzebany w Piatichatkach, gdzie od 17 czerwca 2000 mieści się oficjalnie Cmentarz Ofiar Totalitaryzmu w Charkowie.
Postanowieniem nr 112-48-07 Prezydenta RP Lecha Kaczyńskiego z 5 października 2007 został awansowany pośmiertnie na stopień generała brygady. Awans został ogłoszony 9 listopada 2007 w Warszawie, w trakcie uroczystości „Katyń Pamiętamy – Uczcijmy Pamięć Bohaterów”.

## Ordery i odznaczenia
- Krzyż Srebrny Orderu Wojskowego Virtuti Militari nr 5039 – 1920[13]
- Krzyż Niepodległości – 4 listopada 1933 „za pracę w dziele odzyskania niepodległości”[14]
- Krzyż Walecznych nr 41339 czterokrotnie (po raz pierwszy rozkazem 2 Armii, po raz drugi i trzeci w 1921[15], po raz czwarty w 1922[16])
- Złoty Krzyż Zasługi – 17 marca 1930 „za zasługi na polu wyszkolenia wojska”[17]
- Medal Pamiątkowy za Wojnę 1918–1921
- Medal Dziesięciolecia Odzyskanej Niepodległości
- Krzyż Komandorski jugosłowiańskiego Orderu Świętego Sawy – 15 października 1924[18]
- Medal Zwycięstwa – 3 maja 1925[19][20]